# Hans-Jürgen Bombach
Hans-Jürgen Bombach (né le 11 août 1945 à Wehrdorf) est un athlète allemand ayant concouru pour l'Allemagne de l'Est spécialiste du sprint. Affilié au SC Dynamo Berlin, il mesure 1,83 m pour 75 kg.

## Biographie
Le 20 juillet 1973 à Dresde, Hans-Jürgen Bombach égale en 10 s 0 le record d'Europe du 100 mètres déjà codétenu par 11 autres athlètes.

### Palmarès
| Date | Compétition           | Lieu    | Résultat | Épreuve    | Performance |
| ---- | --------------------- | ------- | -------- | ---------- | ----------- |
| 1969 | Championnats d'Europe | Athènes | 4e       | 200 mètres | 21 s 0      |
| 1969 | Championnats d'Europe | Athènes | 5e       | 4 x 100 m  | 39 s 6      |
| 1972 | Jeux olympiques d'été | Munich  | 5e       | 4 x 100 m  | 38 s 90     |
| 1974 | Championnats d'Europe | Rome    | 3e       | 200 mètres | 20 s 83     |
| 1974 | Championnats d'Europe | Rome    | 3e       | 4 x 100 m  | 38 s 99     |

### Records
| Épreuve    | Performance  | Lieu   | Date            |
| ---------- | ------------ | ------ | --------------- |
| 100 mètres | 10 s 0 (=AR) | Dresde | 20 juillet 1973 |